# برتانی
برتانی (به فرانسوی: Bretagne) [bʁə.taɲ] () یک استان تاریخی و یک منطقه فرهنگی در فرانسه است. برتانی، به «بریتانیای صغیر» یا «بریتانیای کوچک»، در مقابل بریتانیای کبیر، نیز معروف است.

## ریشه نام
برتانی لفظ فرانسوی اصطلاح بریتانیاست که خلاصه شده بریتانیای کوچک است.

## خصوصیات
برتانی ۳۴٬۰۲۳ کیلومترمربع مساحت و ۴٬۴۷۵٬۲۹۵ نفر جمعیت دارد.